# Trancrainville
Trancrainville település Franciaországban, Eure-et-Loir megyében. Lakosainak száma 169 fő (2022. január 1.). Trancrainville Fresnay-l’Évêque, Guilleville, Oinville-Saint-Liphard, Janville-en-Beauce és Neuville Saint Denis községekkel határos.

## Népesség
A település népessége az elmúlt években az alábbi módon változott:
| Lakosok száma | 268  | 182  | 159  | 159  | 175  | 168  | 161  | 164  | 166  | 169  |
|               | 1968 | 1982 | 1990 | 2006 | 2013 | 2015 | 2017 | 2019 | 2020 | 2022 |